# Giulio Cesare Aranzi
Giulio Cesare Aranzi (Bolonya, 1530 — 1589), també conegut com a Giulio Cesare Aranzio, Arantius, va ser un metge i anatomista italià. Va exercir de professor a Bolonya i Pàdua i va ser el metge personal del papa Juli III.
Va ser una figura molt rellevant en el camp de l'anatomia i va descriure per primer cop un gran nombre de peculiaritats anatòmiques dels fetus, particularment el conducte d'Aranzi que uneix la vena umbilical i la cava inferior. És pioner en les descripcions anatòmiques amb relació a processos patològics.